# Lichy József
Dr. Lichy József magyar ügyvéd.

## Pályafutása
Dr. Lichy József édesapja nyomdokait követve lépett a jogi pályára. Az ezredfordulón közös ügyvédi irodát alapítottak, ahol a családfő két fiával – Józseffel és Gáborral – közösen praktizált haláláig. 2010-ben az iroda két részre tagozódott, jelenleg egyik irodájuk Budapesten, a másik Miskolcon működik.

## Jelentősebb ügyei
| Ügy neve                | Leírás | Év        |
| ----------------------- | --- | --------- |
| Móri mészárlás          | A móri bankrablás során nyolc ember vesztette életét.                                                         | 2002      |
| Kiss Péter ügy          | Kiemelkedő per, ahol Dr. Lichy védte a vádlottat.                                                             | 2003      |
| Kiskunhalasi gyilkosság | A többéves nyomozás után zárult le, Dr. Lichy védelme alatt.                                                  | 2005      |
| VV Fanni gyilkosság     | A valóságshow-sztár, Novozánszki Fanni eltűnésével kapcsolatos ügy, ahol Dr. Lichy a család jogi képviselője. | 2017–2024 |
| Till Tamás gyilkosság   | A 11 éves fiú, Till Tamás meggyilkolásával kapcsolatos ügy, ahol Dr. Lichy a család jogi képviselője.         | 2000–2024 |